# Воротников Віталій Іванович
Віта́лій Іва́нович Воротнико́в (нар. 20 січня 1926, місто Воронеж — 19 лютого 2012, місто Москва, Росія) — радянський партійний і державний діяч, голова Ради Міністрів РРФСР. Член ЦК КПРС в 1971—1990 р. Кандидат у члени Політбюро ЦК КПРС 15 червня 1983 — 27 грудня 1983 р. Член Політбюро ЦК КПРС 27 грудня 1983 — 13 липня 1990 р. Член Російського бюро ЦК КПРС 9 грудня 1989 — 19 червня 1990 р. Депутат Верховної Ради РРФСР 6—7-го і 10—12-го скликань. Депутат Верховної Ради СРСР 8—11-го скликань. Народний депутат СРСР у 1989—1991 роках. Герой Соціалістичної Праці (17.01.1986).

## Біографія
Народився в родині робітника. Закінчив школу у Воронежі. У 1940 році вступив на відділення моторобудування Воронезького авіаційного технікуму. Трудову діяльність розпочав у лютому 1942 року учнем слюсаря інструментальної майстерні котельного цеху Воронезького паровозоремонтного заводу імені Дзержинського.
Перед окупацією Воронежа німецькими військами влітку 1942 року переїхав спочатку в село Красний Лиман, де працював у колгоспі, а у вересні 1942 року був евакуйований на станцію Безимянка (біля Куйбишева), куди перебазувався Воронезький авіаційний завод.
У жовтні 1942 року був призначений контролером Відділу технічного контролю (ВТК) механічного цеху № 1 Куйбишевського (колишнього Воронезького) авіаційного заводу № 18, потім переведений в лекальну групу основного інструментального цеху № 20.
Восени 1944 року був зарахований на другий курс Куйбишевського авіаційного технікуму за спеціальністю «технік-технолог із холодної обробки металів різанням», який закінчив у 1947 році з червоним дипломом і за розподілом став працювати технологом у Відділі головного технолога на Куйбишевському авіаційному заводі № 18.
Член ВКП(б) з 1947 року.
У 1948 році призначений начальником технолого-нормувального бюро механічного цеху № 34.
У 1948 році вступив на вечірнє відділення літакобудівного факультету Куйбишевського авіаційного інституту, який закінчив у 1954 році.
У квітні 1951 року призначений заступником начальника цеху № 34 та обраний на посаду секретаря цехової партійної організації. У 1954 році призначений начальником механічного цеху № 9, у вересні 1955 року обраний секретарем партійного комітету заводу, а у 1959 році призначений начальником відділу технічного контролю Куйбишевського авіаційного заводу № 18.
У січні — вересні 1960 року — завідувач промислово-транспортного відділу Куйбишевського обласного комітету КПРС. У вересні 1960 — вересні 1961 року — завідувач відділу оборонної промисловості Куйбишевського обласного комітету КПРС.
У вересні 1961 — січні 1963 року — секретар Куйбишевського обласного комітету КПРС із промисловості.
У січні 1963 — грудні 1964 року — 2-й секретар Куйбишевського промислового обласного комітету КПРС. У 1965 — березні 1967 року — 2-й секретар Куйбишевського обласного комітету КПРС.
У березні 1967 — лютому 1971 року — голова виконавчого комітету Куйбишевської обласної ради депутатів трудящих.
8 лютого 1971 — 11 липня 1975 року — 1-й секретар Воронезького обласного комітету КПРС.
10 липня 1975 — 4 квітня 1979 року — 1-й заступник голови Ради Міністрів Російської РФСР.
4 квітня 1979 — 31 липня 1982 року — Надзвичайний і Повноважний Посол СРСР в Республіці Куба.
23 липня 1982 — 27 червня 1983 року — 1-й секретар Краснодарського крайового комітету КПРС.
24 червня 1983 — 3 жовтня 1988 року — голова Ради Міністрів РРФСР.
Указом Президії Верховної Ради СРСР від 17 січня 1986 року за великі заслуги перед КПРС і СРСР та у зв'язку з шістдесятиріччям з дня народження Воротникову Віталію Івановичу було присвоєно звання Героя Соціалістичної праці з врученням ордена Леніна і медалі «Серп і Молот».
Був другим главою урядової комісії з ліквідації наслідків аварії на Чорнобильській АЕС після Бориса Щербини.
3 жовтня 1988 — 29 травня 1990 року — голова Президії Верховної Ради Російської РФСР.
З липня 1990 року — персональний пенсіонер союзного значення у Москві.
З 1992 року був радником та членом президії Ради Всеросійської громадської організації ветеранів (пенсіонерів) війни, праці, Збройних Сил і правоохоронних органів.
До кінця життя проживав у Москві. Похований 22 лютого 2012 року на Троєкурівському цвинтарі.

## Нагороди
- Герой Соціалістичної Праці (17.01.1986)
- чотири ордена Леніна (27.08.1971, 11.12.1973, 25.02.1982, 17.01.1986)
- три ордени Трудового Червоного Прапора (12.07.1957, 28.06.1966, 20.05.1981)
- Орден Жовтневої Революції (19.01.1976)
- Орден Вітчизняної війни 1-го ступеня (23.04.1985)
- Орден «Знак Пошани» (17.06.1961)
- орден Пошани (2001)
- медалі
- три Великих золоті медалі ВДНГ СРСР
- ордени та медалі іноземних держав, в тому числі кубинський орден «Солідарність» (1982 рік).
- почесний громадянин Воронежа (1996)